# Яків (Яцько) Скидан
Скидан Яків (Яцько) Пилипович (? — 1664) — козак Іркліївської сотні Кропивненського полку (1649), полковник сосницький (1663–1664).

## Документальні свідчення
Скидан без імені полковник на чолі полку згаданий 20 грудня 1661 р. підтвердив за жіночим Святопокровським монастирем у Макошині
|  | « Два камені тиє в млині Величковському ведлух давнемо звичаю на тот монастир мирочки дві ишли, а мельникові третя, и ни от кого жадної перешкоди и кривди не поносячи, яко на спокойно ужевали, также онде селяне, оби греблю направ ат не били спречние, иначей не чинячи под. неласкою нашею» |

.
Скидана згадує у 1663 р. Платер. Маємо таку документальну звістку з 1663 р. як додаток до підпису гетьмана Івана Брюховецького:
|  | «Для лепшей вери, Яцько Скидан, полковник войска царського Велічества запорожскій сосніцкій» |

.

### Битви
Покінчивши із Салтиковою Дівицею поляки (під час походу Яна ІІ Казимира на Лівобережну Україну) переправились через Десну, попрямували до Березни, що знаходилась кілометрів за шістнадцять від Салтикової Дівиці.
Сосницький полковник, легендарний Яків Скидан, ставши на чолі об'єднаних частин Сосницькою, Березинської, Новомлинської сотень, вирушив захищати Березну, яка була достатньо укріплена — із трьох боків була захищена водою і мала досить надійний земляний вал.
Зібравшись на раді в фортеці, оборонці вирішили піти назустріч ворогові, залишивши в містечку достатньо козаків для оборони.
Іван Корбач про ту подію говорить так:
|  | «У фортеці, куди сховалося місцеве населення та жителі деяких навколишніх сіл і хуторів, залишили надійну оборону, а основні сили полковник Скидан та березинський сотник Сава Ковенко вивели в поле за південну околицю Березни, звідки очікувалися ворожі загони» |

.
Існують старовинні перекази про те, що разом з козаками вийшли не тільки досвідчені воїни, які брали участь в боях і походах проти польської шляхти, турків і татар, а й жінки козацькі. Вони вбралися в чоловічий одяг, на голови вдягали козацькі шапки, озброїлися косами та загартованими в кузнях списами.
Поле бою за Березною з боку Десни майже рівне, з невеликими вибалками та долинами. Але зразу ж за річкою Березною, яка залишилася за списами захисників, було підвищення, схоже на вал. Ось за тим валом і зайняли оборону козацькі сотні і місцеві жителі. Невдовзі з'явилися і польські роз'їзди. Назустріч їм на конях вискочили козаки і порубали гусарів. Польські загони почали готуватися до бою. Але в їхніх лавах відчувалась якась нерішучість. У травневий сонячний день було видно, як чисельне козацьке військо напівкільцем охоплювало околиці Березни. Сонце виблискувало на списах, котрі лісом піднімалися над захисниками міста. Безліч козацьких шапок (чи могли догадатися вороги, що під багатьма з них ховалися жіночі коси?) насторожили поляків. Але шляхта, яка відзначалася войовничим гонором, все ж пішла в наступ. Та він закінчився невдачею: поляків зустрів не тільки вогонь з рушниць, але й з гармат. А потім вихопилися в поле лавою кілька сотень козаків і ворог відступив до лісу, відмовився від подальшого наступу на Березну, пішов через Стольне та Мену.
Захистивши Березну , Яків Скидан залишив тут надійний заслін, який очолив березинський сотник Сава Коваленко, а сам із загоном на кілька сотень почав рейд по ворожому тилу. Десь у районі Коропа відпив польську казну, у болоті під Сосницею — амуніцією польського війська, побив багато шляхти.
Отож, бачимо, Сосниця здобула собі ратну славу завдяки своєму мужньому полковнику Якову Скидану (Сосницький полк був створений у 1663 році і проіснував 25 років).

#### Легенди та перекази
У битві під Пирогівкою за словами де Грамона, до рук поляків тоді потрапив «козацький генерал», який керував наступальними діями своїх загонів. Полоненого було незабаром посаджено на палю.
Можливо, під цим «козацьким генералом» розуміється сосницький полковник Яцько (Яків) Скидан, який обороняв за півтора місяці перед тим Березну й не допустив захоплення містечка загарбниками. Про факт взяття у полон козацького воєначальника Скидана згадував і Руссо де ла Валетт. Останній також додавав, що під орудою Скидана було лише 600 козацьких вершників. Якщо «козацький генерал» де Грамона — це дійсно Яцько Скидан, то треба констатувати, що сили козацького авангарду французький найманець перебільшив рівно вдесятеро.
Інша легенда, яка панує перш за все серед сосничан (а тепер уже не тільки сосничан) завдяки видатному краєзнавцю Ю. С. Виноградському існує преказ про те, як Яків Скидан, поранений потрапив у полон до поляків, і ті стратили його, прив'язавши до сосни, яка стояла між Загребеллям і Спаським і яку було названо Скидановою сосною.
Утвердилась думка також про те, що Микола Васильович Гоголь, що навчався у Ніжині, який знаходиться недалеко від тих місць, про які ми ведемо мову, пізніше створив образ Тараса Бульби, використавши переказ про Якова Скидана.
За Коховським, Яків Скидан був забитий на палі у 1664 р.